# Церква Різдва Пресвятої Богородиці (Чернихів)
Церква Різдва Пресвятої Богородиці в Чернихові — парафія і храм греко-католицької громади Залозецького деканату Тернопільсько-Зборівської архієпархії Української греко-католицької церкви в селі Чернихів Тернопільського району Тернопільської области.

## Історія церкви
Діючий нині храм був збудований у 1821 році, проте він має довгу передісторію. Перші дві церкви в селі знищували татари, через що поселення переносили ближче до річки Серет. Третя церква була дерев'яною і простояла до 1820 року, після чого чернихівчани змурували теперішню. Дерев'яний храм викупили віряни з села Чистилів. З 1723 року до парафії належали дочірні греко-католицькі парафії сіл Плесківці та Глядки.
У 1991 році парафія відновила свою діяльність у лоні УГКЦ. У 1998–1999 роках під керівництвом Володимира Косовського церкву розписали, а також встановили триярусний позолочений іконостас, престол, тетрапод і проскомидійник. Ці роботи профінансували емігранти, а також місцеві жителі.
У храмі зберігається чудотворна ікона Чернихівської Богородиці, до якої щороку 12 липня на свято святих апостолів Петра і Павла відбуваються прощі. Остання візитація парафії відбулася 12 серпня 2013 року, її здійснив митрополит Василій Семенюк.
На парафії діють: спільнота «Матері в молитві», Вівтарне братство і Марійська дружина. У власності парафії є проборство.

## Парохи
- о. Алексій Білінський,
- о. Степан Білінський,
- оо. Білінські,
- о. Іван Гарматій (1899—1901),
- о. Єронім Алексевич (1902—1910),
- о. Павло Типча,
- о. Вільгейм Белкош,
- о. Петро Івахів,
- о. Петро Дзедзик,
- о. Йосиф Побережний,
- о. Йосиф Грицай (1927—1940),
- о. Ярослав Васильків (1943),
- о. Корнилій Івашко (1991—1993),
- о. Євстахій Комарницький (1993—2010),
- о. Володимир Горошко (2010—2012),
- о. Володимир Бойчук (з 2012).